# Medicina integrativa

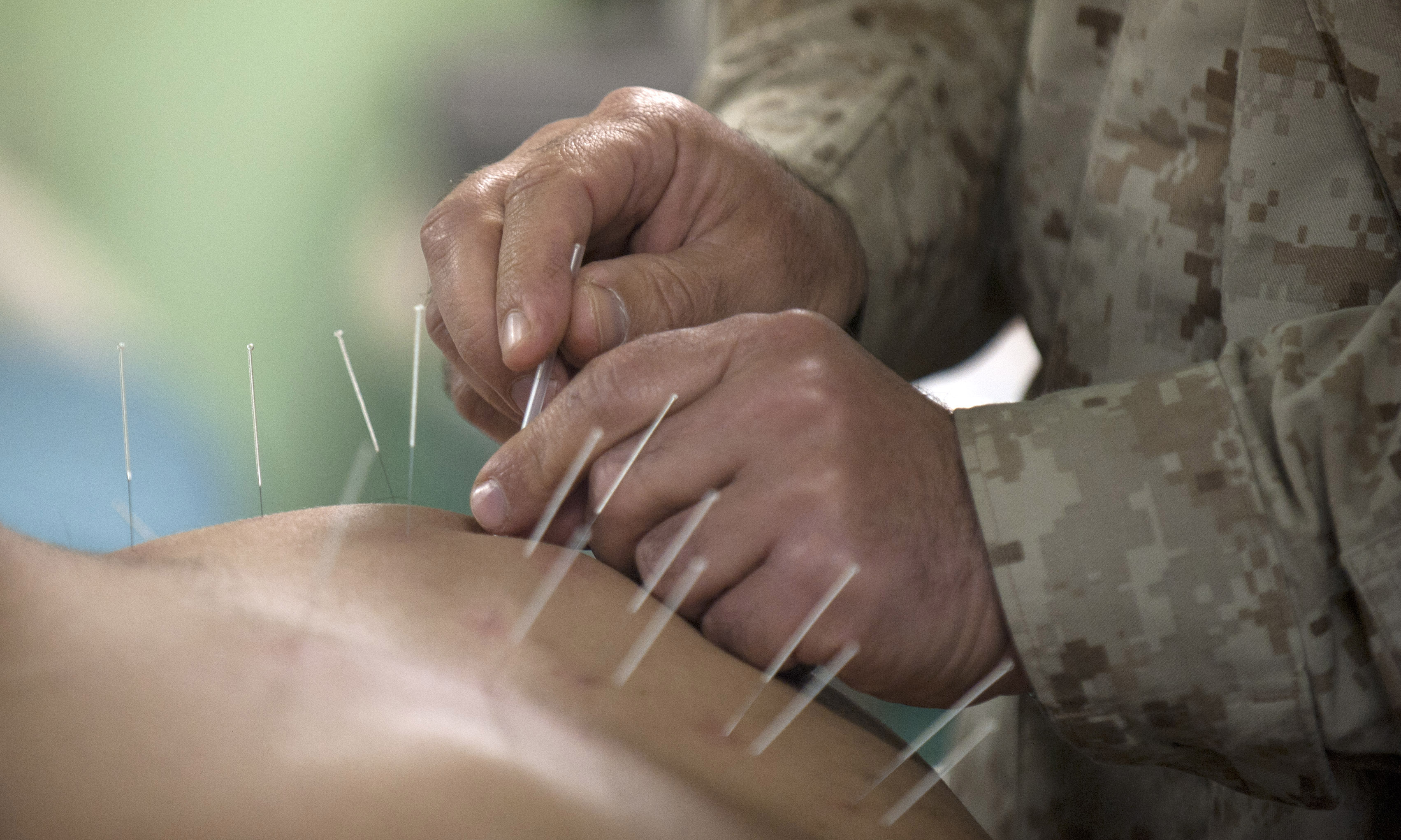

Medicina integrativa, conocida también como medicina integrada y salud integrativa, es un concepto que combina la medicina científica con terapias alternativas. Sus practicantes plantean que las enfermedades son desequilibrios, y que el enfoque es restablecer el equilibrio más que combatir la enfermedad. La medicina integrativa descarta el uso de métodos que califica como «invasivos», tanto en diagnóstico como en tratamiento, sustituyéndolos por técnicas alternativas y pseudocientíficas, como la biorresonancia, la homotoxicología, la nutrición integrativa y ortomolecular, la terapia neural, la acupuntura o la terapia floral. Ninguno de estos métodos de tratamiento han sido científicamente probados ni se han demostrado sus efectos curativos en pacientes con distintas dolencias, no superando el umbral de éxito del efecto placebo.
Muchas veces ha sido criticada por relativizar la efectividad de la medicina alopática tradicional a través de la inclusión de tratamientos complementarios no validados y por su distinción en tener una visión global de la salud de una persona. Entre las críticas se puede mencionar que las interacciones farmacológicas significativas causadas por las terapias alternativas pueden hacer que los tratamientos sean menos eficaces, sobre todo en la terapia contra el cáncer. Además de los problemas habituales de la medicina alternativa, la medicina integrativa se ha descrito como un intento de introducir la pseudociencia en la medicina académica basada en la ciencia, lo que ha dado lugar al término peyorativo de «medicina de curandero». Debido a sus muchos nombres, el campo ha sido criticado por el intenso cambio de marca de lo que son esencialmente las mismas prácticas.

## Definición
El Consorcio de Centros Académicos de Salud para la Medicina Integrativa la define como «la práctica de la medicina que reafirma la importancia de la relación entre tratante y paciente, atiende a la persona como un todo, está informado acerca de las pruebas, y hace uso de todas las aproximaciones terapéuticas apropiadas, profesionales de la salud y disciplinas para conseguir una salud y curación óptimas». Sus adherentes indican que la medicina integrativa no es lo mismo que medicina complementaria ni medicina alternativa, ni es sencillamente la combinación de medicina convencional con medicina complementaria y alternativa. Dicen, en cambio, que  «se centra en el bienestar y cura de la persona como un todo (en su dimensiones bio-psico-socio-espiritual) como sus objetivos primarios, utilizando ambos acercamientos en el contexto de una relación eficaz de apoyo entre el paciente y el tratante», sin embargo carece de base científica.

## Recepción
La medicina integrativa es a veces asociada a la medicina alternativa, la cual ha sido caricaturizada llamándola «aceite de culebra.». Una cuestión primordial es si las prácticas alternativas han sido probadas objetivamente o no. En un artículo de 1998 en The New Republic, Arnold S. Relman, un editor anterior de The New England Journal of Medicine declaró que «no hay dos clases de medicina, uno convencional y el otro no-convencional, que pueda ser practicado conjuntamente en una clase nueva de 'medicina integrativa'. Ni, como Andrew Weil y sus amigos nos pretenden hacer creer, que existen dos clases de pensar, o dos maneras para descubrir qué tratamientos sirven y cuáles no. Al final, sólo existirán tratamientos que sirvan y los que no, tratamientos que puedan ser probados como efectivos y los que no».
Para probar objetivamente los tratamientos de medicina alternativa, en 1991 el gobierno de los Estados Unidos estableció la Oficina de Medicina Alternativa, la cual en 1998 fue re-fundada como el Centro Nacional para la Medicina Complementaria y Alternativa (NCCAM por sus siglas en inglés) como parte de los Institutos Nacionales de Salud. Sin embargo, el escéptico Steven Novella, un neurólogo en la Escuela de Medicina de Yale, dijo que las actividades del NCCAM están siendo «utilizadas para dar un aspecto de legitimidad a tratamientos que no son legítimos». Por su parte el NCCAM, mediante su sitio web, declara que están «emergiendo pruebas de que algunos de los beneficios observados son reales o significativos». NCCAM también dice que «las pruebas científicas son limitadas» y que «en muchos casos, una carencia de datos fiables hace difícil para las personas tomar decisiones informadas sobre el uso de la medicina integrativa».
Una editorial del año 2001 en BMJ dijo que la medicina integrativa era menos reconocida en el Reino Unido que en los Estados Unidos. Las universidades de Buckingham y Westminster ofrecieron cursos de medicina integrativa, por las que fueron criticadas.
En 2003 Michael H. Cohen argumentó que la medicina integrativa crea una «paradoja de responsabilidad», en la que mientras más grande es la integración de terapias en un paciente, más grande es el riesgo compartido entre profesionales; de esta forma, «compartir información entre distintos profesionales aumenta la responsabilidad, pero termina por reducir el riesgo para el paciente». De esta forma, marcar claramente los límites entre tratamientos reduce la responsabilidad compartida, pero aumenta el riesgo para un paciente.

## Historia
En la década de 1990, médicos en los Estados Unidos comenzaron a interesarse cada vez más en integrar en su práctica médica herramientas alternativas de tratamiento, como se muestra en una encuesta realizada en 1995, donde el 80% de los médicos familiares expresaron su interés en recibir entrenamiento en acupuntura, hipnoterapia, y masoterapia. A mediados de los años 90 hospitales en los Estados Unidos empezaron abrir clínicas de medicina integrativa, las que sumaban 27 el año 2001. El término "medicina integrativa" era cada vez más popularizada por, entre otros, Deepak Chopra, Andrew Weil, y Prince Charles. El Consorcio de Centros Académicos de Salud para la Medicina Integrativa fue fundado en 1999 y para el año 2015 ya cuenta con 60 miembros, como la Johns Hopkins University School of Medicine, Duke University School of Medicine, Georgetown University School of Medicine, y la Clínica Mayo. El objetivo del Consorcio es avanzar en la práctica de la medicina integrativa conectando a las escuelas de medicina que incluyen la medicina integrativa dentro de sus planes de estudios. La Junta Estadounidense de Especialidades Médicas (American Board of Physician Specialties), la cual otorga la certificación a los nuevos médicos en los Estados Unidos, anunció en junio de 2013 que en el año 2014 lo empezaría a acreditar a médicos en medicina integrativa.
En 2014 se crea la Asociación Española de Médicos Integrativos AESMI. En 23 de septiembre de 2023 en Ilustre Colegio de Médico de Madrid, ICOMEM se celebró Evidencias científicas  Acompañamiento en Oncología Integrativa en concordancia con los textos aprobados y publicados en el Parlamento Europeo, inaugurado por la Dra. María Esther de la Paz Presidenta AESMI  y  la Dra. María Esther Cordón responsable vocalía Ejercicio Libre y miembro de la Junta Directiva del colegio  en nombre del Dr. D. Manuel Martínez Selles Presidente ICOMEM

## Motivaciones
El profesor John McLachlan ha escrito en el BMJ que la razón para la creación del término medicina integrativa fue para reemplazar los términos "medicinas complementarias y alternativas" cada vez más desacreditados en el mundo.
Los profesionales que utilizan la medicina integrativa dicen que la motivación para la adopción de este paradigma de salud se debe a que un creciente número de pacientes está interesado en atenderse con profesionales que utilizan en su tratamiento medicinas complementarias. También algunos se interesan en conocer acerca de la medicina integrativa para poder recomendar mejor a sus pacientes cuáles de las terapias puede serle útiles y cuáles podrían ser «ridículas». Además, dicen que algunos médicos y pacientes están insatisfechos en la razón de fondo del uso de medicamentos farmacéuticos para tratar o eliminar una enfermedad en particular en contraste con ayudar a mejorar la salud del paciente. Ellos argumentan que es importante no tratar la enfermedad en particular, sino utilizar enfoques convencionales y complementarios para tratar de crear un estado de salud general en la persona, que es más que la ausencia de la enfermedad. La crítica se enfoca en advertir que los médicos se han especializado tanto que su rol de guardián, preocupado del bienestar y la salud de las personas, ha desaparecido.
Es cada vez más común que pacientes busquen ayuda fuera de los tratamientos de medicina tradicionales para enfermedades difíciles de tratar, como la fibromialgia y el síndrome del intestino irritable, poniendo su vida en riesgo.